# Длоуха Лхота (Табор)
Длоуха Лхота (чеш. Dlouhá Lhota) је насељено мјесто са административним статусом сеоске општине (чеш. obec) у округу Табор, у Јужночешком крају, Чешка Република.

## Становништво
Према подацима о броју становника из 2014. године насеље је имало 166 становника.